# Bateau solaire

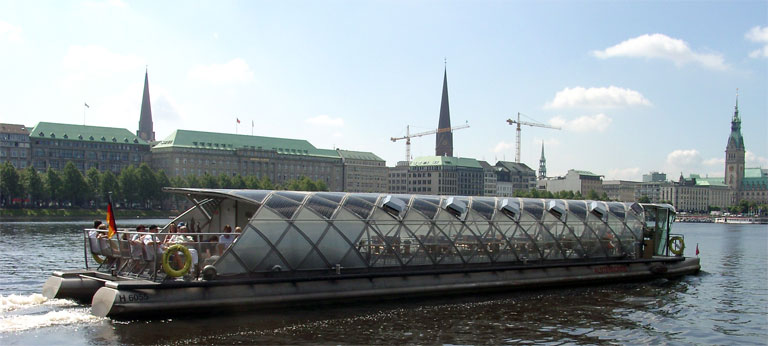
LAltersonne, bateau-mouche solaire, à Hambourg.

Un bateau solaire est un bateau propulsé par un moteur électrique alimenté par des panneaux photovoltaïques. Un accumulateur (batterie) peut servir de tampon, pour un stockage intermédiaire de l'énergie.

## Principe

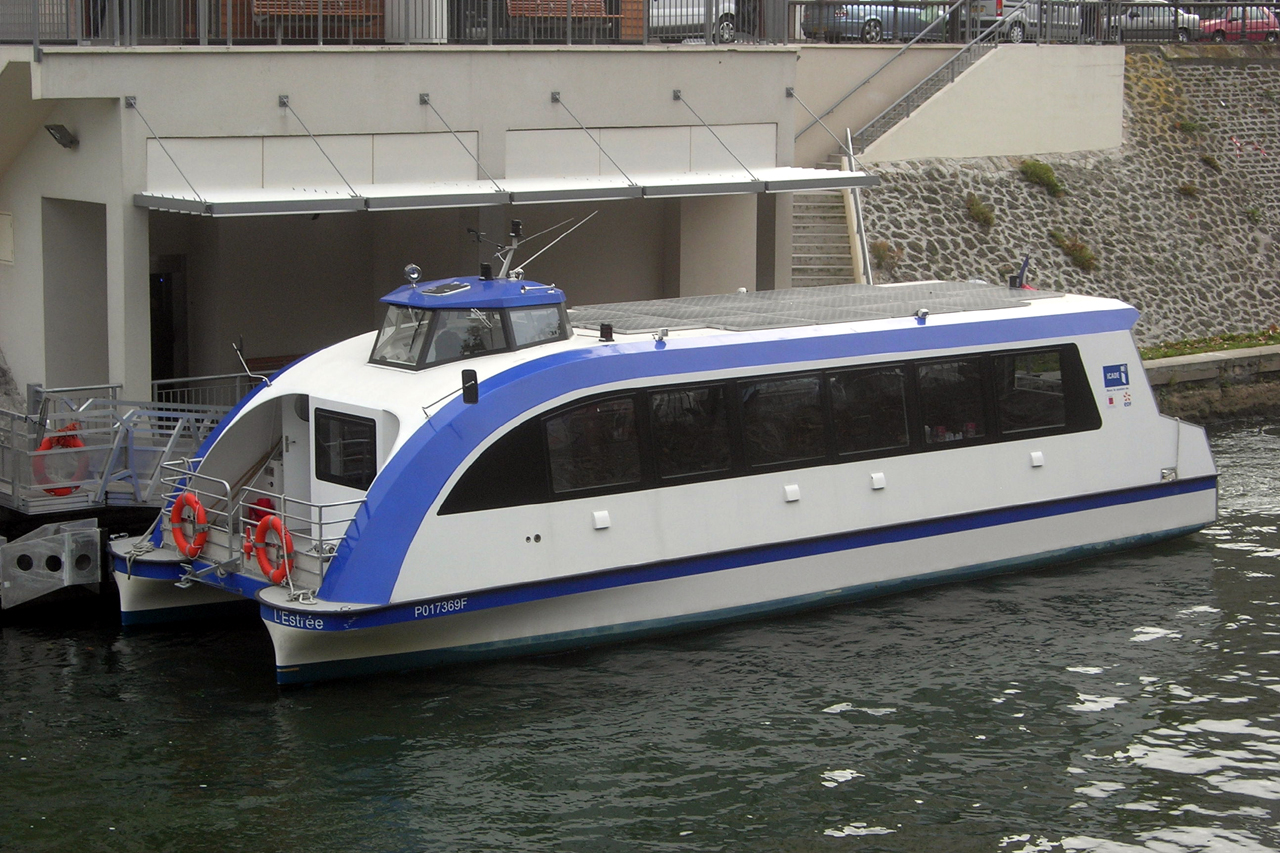
L'Estrée, navette fluviale, sur le canal Saint-Denis

La propulsion solaire est bien adaptée au bateau car un moteur électrique est performant à tous les régimes de puissance. Un bateau de croisière (8 × 2,5 m, 2 t) peut être propulsé avec 2 kW électrique à 10 km/h, alors qu'une motorisation thermique du commerce consomme 2 l/h - soit 20 kW[réf. nécessaire]. En vitesse modérée, l'écart est encore plus accentué. 
Le bateau solaire est particulièrement adapté pour les voies navigables intérieures (puissance requise modérée, constance de l'allure, proximité permanente d'une berge ou d'un abri). En mer il est préférable de prévoir des sources de propulsion alternative ou des sources d'énergie alternative. Les sources de propulsion alternative les plus fréquentes sont les voiles ou un moteur thermique sachant qu'il n'y a pas d’hélices optimisées pour les 2 modes de propulsions. Les sources d'énergie alternatives sont les groupes électrogènes, les éoliennes, les hydroliennes, le réseau électrique du port pour recharger les batteries, ou l'utilisation de piles à hydrogène. L'utilisation de la propulsion alternative peut permettre le chargement des batteries en inversant le système de propulsion en générateur, dans ce cas la propulsion auxiliaire est une source d'énergie alternative.  
Reste que dans tous les cas, un bateau solaire doit pouvoir se propulser sur ses moteurs électriques sans avoir recours à d'autres sources d'énergies que l'énergie accumulée grâce à ses panneaux photovoltaïques.

## Histoire

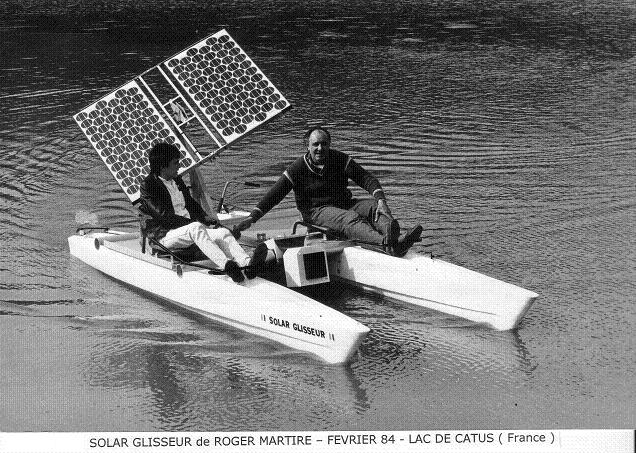
Le solar glisseur de Roger Martire, premier bateau solaire français.

Le premier bateau solaire de l'histoire est le Solarcraft I, construit par l'ingénieur anglais Alan T. Freeman. Il navigue pour la première fois en 1974. Ce bateau est conservé par la fondation PlanetSolar en Suisse depuis 2013.
Le premier bateau solaire réalisé en France est exposé lors du Salon nautique international de Paris de 1982 et utilise un nouveau type de moteur qui permet un couple important à bas régime. Nombre de démonstrations ont été effectuées notamment à Monaco, La Rochelle et Port grau. 

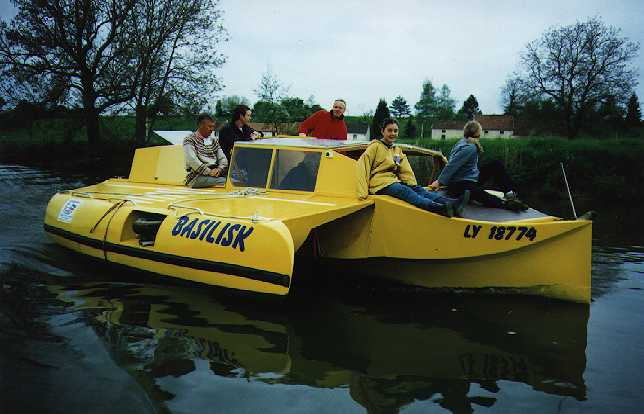
Basilisk 2, trimaran solaire.

En Europe, il existe depuis 1985 des bateaux solaires de croisière. En 1989, le Basilisk 1 a réalisé un voyage Bâle-Coblence-Trèves-Sarrebruck-Strasbourg-Bâle. En novembre 1990, un trajet de Bâle aux Baléares a été entrepris, soit 2 000 km. D'autres bateaux solaires ou/et à pédales de Matthias Wegmann (WasserHäx, PropellerPalaver, Vél'eau 12, Hirondelle, Basilisk 2, Voyager 780, Basilisk 3) ont accumulé 60 000 km jusqu'en 2010, dont une première remontée du Rhin d'Amsterdam à Bâle.

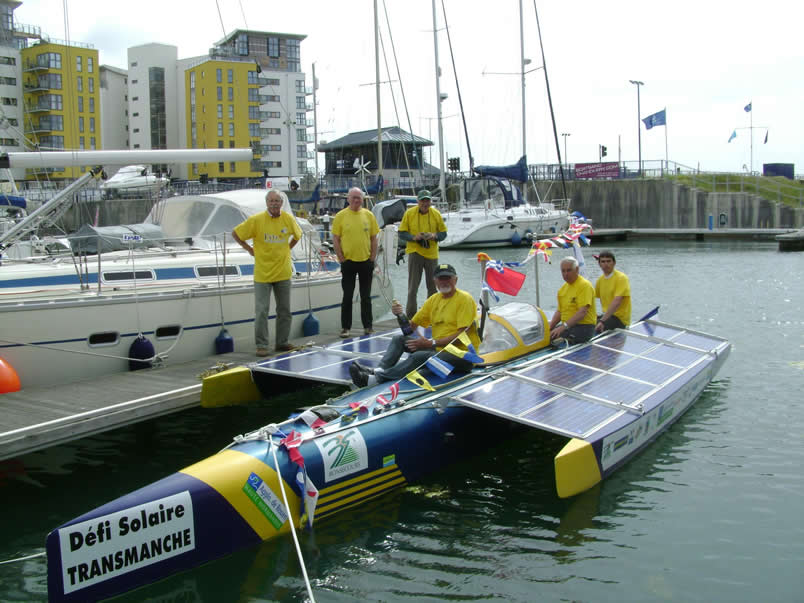
EOLIOS à l'arrivée dans le port d'Eastbourne

Il existe des projets de bateaux solaires comme celui de l'association Concept Hélios Propulsion située à Bonsecours (76) avec son bateau EOLIOS qui a traversé la Manche (Dieppe-Eastbourne) le 17 juin 2008 en 11 heures et 9 minutes (61 milles). L'objectif de CHP est : 
- Le développement, la promotion et la pratique au sens le plus large de tout engin navigant,
- La construction et la diffusion d'engins ou d'équipements,
- La recherche, la maîtrise de toutes les techniques permettant la réalisation d'engins ou d'équipements, utilisant l'énergie solaire.

Le projet PlanetSolar initié en 2004 par le Suisse Raphaël Domjan réussit le 4 mai 2012 à bord du MS Turânor PlanetSolar, le premier tour du monde à l'énergie solaire de l'histoire. L'équipage aura parcouru plus de 60 000 km uniquement propulsé grâce à l'énergie solaire. 

## Réalisations

### Navires d'utilisation commerciale ou transport de passager

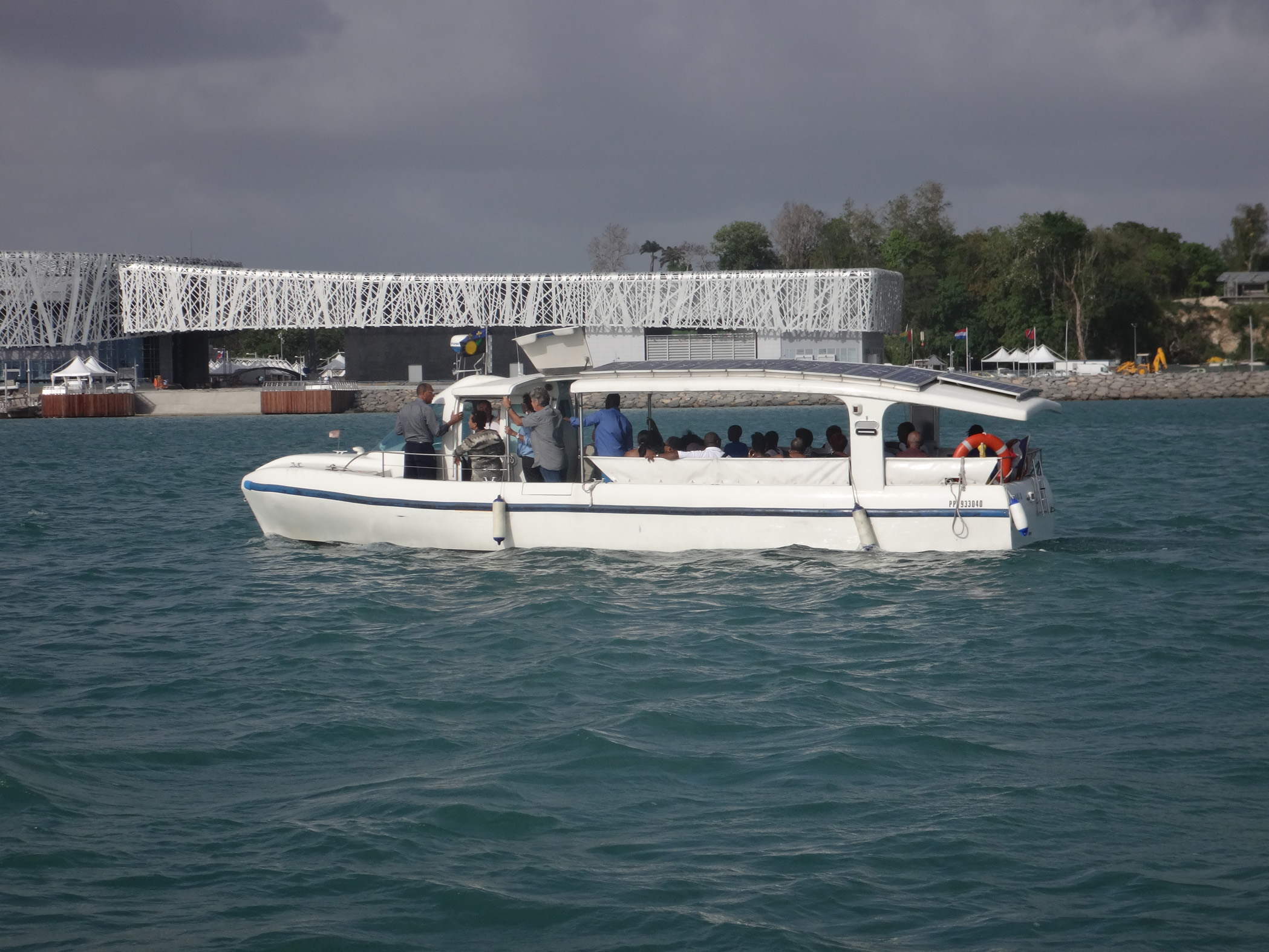
Le "Pikaia" devant le Mémorial ACTe de Pointe-à-Pitre, Guadeloupe(971).

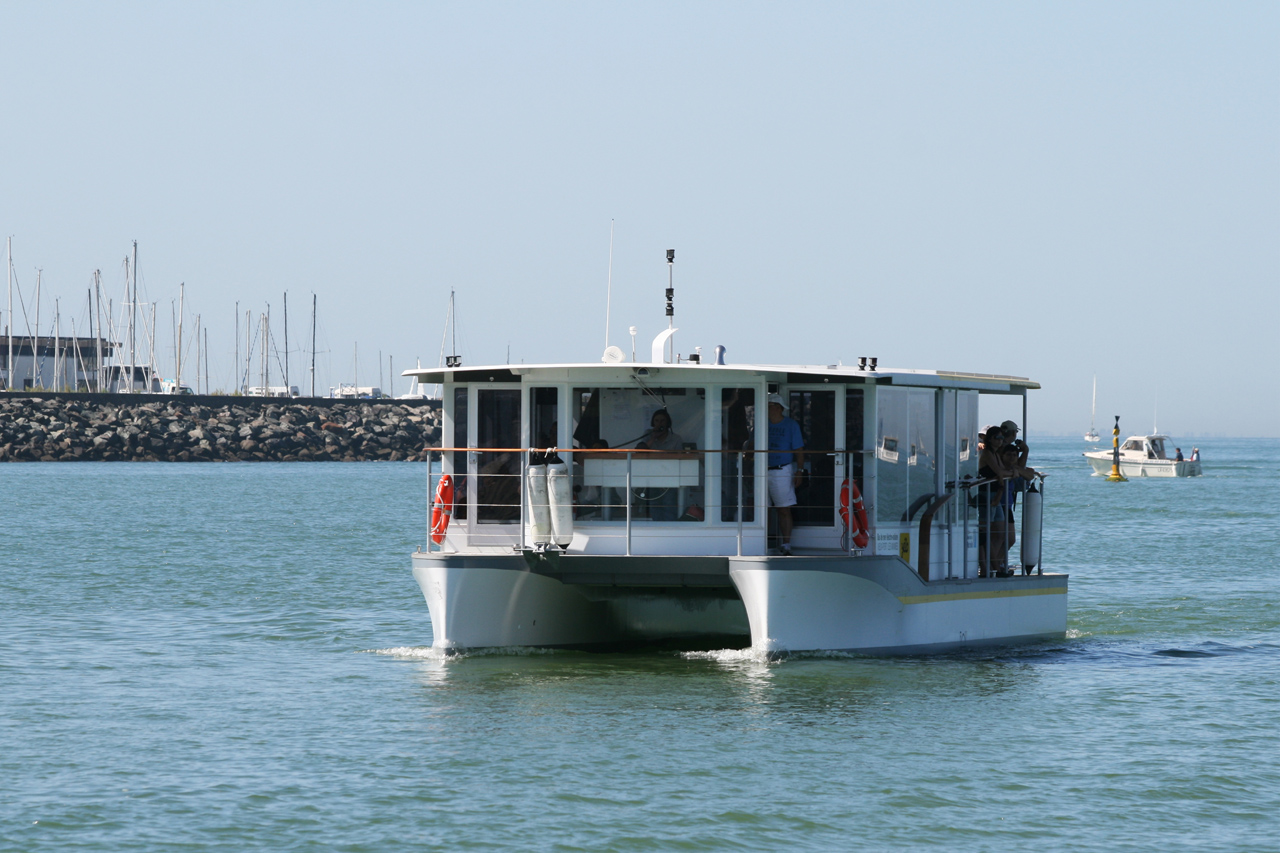
Bus de mer électro-solaire à La Rochelle

#### Le "Pikaia", La Navette de l'Îlet, Guadeloupe
En juillet 2015, le "Pikaia" est le premier navire sous pavillon français en exploitation commerciale maritime de transport de passagers(5e catégorie professionnelle, division 223b) propulsé par un moteur électrique de 10 kW(48V). Cette unité électro-solaire au design moderne, spécifiquement conçue et optimisée pour ce type d'énergie, est largement autonome dans la plupart des situations. Cette vedette mesure une longueur de 10,50 m x 2,40 m de large pour un déplacement de 2,4 t lège armé et 3,9 t en charge. Elle est construite en composite de résine époxyde, fibre de verre et mousse AIREX(GRP). Son toit solaire de 9 m2 composé de 20 panneaux photovoltaïques produit jusqu'à 1,5 kW d'électricité rechargeant 125 kilos d'accumulateurs sans plomb à très longue durée de vie(10 ans) constitués de 4 batteries étanches(LFP) permettant une autonomie de 8 heures sans soleil à la vitesse de croisière de 5 nœuds(~9km/h). Le navire dont la capacité est de 20 passagers et 2 membres d'équipage est exploité dans les Caraïbes (petites Antilles françaises) en Guadeloupe dans l'archipel des Saintes dans la touristique baie de l'île de Terre-de-Haut(97137), sa propulsion et son fonctionnement sont exclusivement alimentés par l'énergie solaire.
Le "Pikaia" possède un réseau de servitudes 12 VDC couplé à un convertisseur 230 VAC  en service à bord à l'attention des passagers.
Chantier : MW-LINE  SA à Yvonand - VD/Suisse(devenu Grove Boats SA). Modèle: Aquabus 1050 Aquarel.

#### Ferry boat de Marseille
En service depuis 2009, le ferry boat de la ville de Marseille est à propulsion électrosolaire et comme son prédécesseur, il traverse le Vieux-Port de Marseille entre la mairie et la place aux Huiles soit un parcours de 283 m. Avec une autonomie de 12 h, il parcourt 40 km par jour. Deux moteurs de 15 kW sont alimentés par deux pack de batteries de 400 V/135 A et par 25 m2 de panneaux photovoltaïque.

#### Solisà Marseille
Marseille est incontestablement une ville pionnière pour ce qui est de l'énergie solaire, adaptée au transport maritime de passagers, puisqu'une société marseillaise a mis à l'eau en 2007 le premier bateau à énergie solaire au monde à pouvoir affronter la mer. Le bateau Solis, sous pavillon Belge, en plaisance professionnelle 12 passagers maximum, parcourt les Calanques du mois d'avril au mois de juin à des fins commerciales. Avant cette expérience, les bateaux à énergie solaire naviguaient seulement sur les eaux intérieures. Depuis  mai 2016 le Solis navigue à Metz sur la Moselle avec toujours autant d'efficacité.

#### Ishin-Iau Japon en 2012
Le japonais Mitsui OSK Lines a annoncé en 2010 un navire (transporteur de véhicules ; Ishin-I nouvelle génération) partiellement solaire (200 kW), avec batteries Li-ion de capacité de 3 000 kWh. Le navire devrait être opérationnel en 2012. Le projet est aidé par le ministère des Transports et vise à réduire les émissions de CO2 par le transport maritime et au port. Les panneaux serviront notamment à quai, évitant ainsi l'usage habituel de générateurs diesel qui est une des premières sources de pollution des ports ; la surproduction à quai pouvant alimenter le réseau ou d'autres navires. C'est une des réponses possibles pour les écoports.

### Navires scientifiques ou de démonstration

#### PlanetSolar
PlanetSolar est le premier bateau solaire à avoir réalisé le tour du monde à l'énergie solaire de l'histoire. Ce bateau solaire sans voiles dont la propulsion et le fonctionnement sont exclusivement alimentés par l'énergie solaire. Le projet a été initié par l'écoexplorateur suisse Raphaël Domjan.

### Navires de plaisance

#### Catamaran solaire sans permis pour 8 personnes à Beaulieu sur Mer
Le port de Beaulieu-sur-Mer est le premier port du littoral maritime à accueillir un bateau solaire pour particuliers, exploité en navigation de plaisance solaire autonome. Il s'agit d'un modèle opéré par SEAZEN créateur d'un Boat club en libre service. Les membres du Boat club ont pour consigne de ne pas rendre le bateau avec moins de 90 % de charge des batteries. Ce qui permet l'été de les recharger au photovoltaïque, sans recourir au réseau électrique.